# Armand Forel

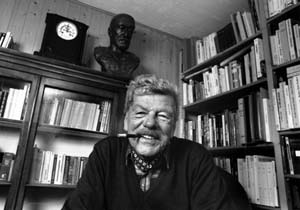
Armand Forel, 1994

Armand Forel (* 29. April 1920 in Bern; † 27. Februar 2005 in Nyon; heimatberechtigt in Morges) war ein Schweizer Arzt und Politiker (PdA).

## Biografie
Armand Forel wurde geboren als Sohn des Psychiaters Oscar Forel und Enkel des Psychiaters Auguste Forel. Nach Abschluss seiner Mittelschulbildung an verschiedenen öffentlichen und privaten Schulen absolvierte Forel ein Medizinstudium an der Universität Lausanne. Ab 1950 war er als Allgemeinpraktiker in Nyon tätig, wo er als Arzt der Armen bekannt wurde. Forel war zweimal verheiratet. Seine erste Frau war Renée Freies. Seine zweite Frau Madeleine (* 1938), geb. Gumy, war ebenfalls politisch aktiv.
Als Antifaschist trat Forel 1943 in die 1940 verbotene Kommunistische Partei ein und war ab 1945 Mitglied der Partei der Arbeit. Er gehörte von 1945 bis 1988 dem Grossen Rat des Kantons Waadt an. Darüber hinaus war er von 1947 bis 1951 und von 1955 bis 1980 Nationalrat. Ausserdem gehörte er von 1957 bis 1961 sowie von 1981 bis 1989 dem Munizipalrat, der Exekutive, von Nyon an.
Forel setzte sich für soziale Anliegen ein und beschäftigte sich mit Fragen der Schweizer Armee.